# Przygody Sebastiana Cole
Przygody Sebastiana Cole (ang. The Adventures of Sebastian Cole) – amerykańska komedia obyczajowa w reżyserii Toda Williamsa z 1998 r.

## Główne role
- Adrian Grenier – Sebastian Cole
- Clark Gregg – Hank/Henrietta Rossi
- Aleksa Palladino – Mary
- Margaret Colin – Joan Cole
- John Shea – Hartley
- Marni Lustig – Jessica Cole
- Joan Copeland – Babcia
- Tom Lacy – Dziadek
- Gabriel Macht – Troy
- Herbert Russell – Wayne
- Greg Haberny – Jimmy Bogardus